# Pośrednik (województwo wielkopolskie)
Pośrednik – wieś w Polsce, położona w województwie wielkopolskim, w powiecie kaliskim, w gminie Szczytniki.
| SIMC    | Nazwa  | Rodzaj     |
| ------- | ------ | ---------- |
| 0209705 | Daniel | przysiółek |

W latach 1975–1998 wieś administracyjnie należała do województwa kaliskiego.